# Данилова, Александра Сергеевна
Алекса́ндра Серге́евна Дани́лова (3 декабря 1918, Краснокутск — 20 апреля 2004, Москва) — советская и российская актриса театра и кино. Заслуженный работник культуры РСФСР (1974).

## Биография
Александра Данилова родилась 3 декабря 1918 года в Краснокутске.
В 1937 году поступила на актёрский факультет Всесоюзного государственного института кинематографии и уже на первом курсе была замечена режиссёром Сергеем Эйзенштейном, который пригласил её на небольшую роль в свой фильм «Александр Невский». Окончила институт в 1941 году, за несколько дней до начала Великой Отечественной войны. Как и многие актёры, была эвакуирована в Алма-Ату, где работала на Центральной объединённой киностудии (ЦОКС), снималась в небольших ролях и эпизодах.
В 1944 году по возвращении в Москву была зачислена в штат киностудии «Мосфильм» и Театра-студии киноактёра. Вела шефскую работу, организовывала концерты и творческие встречи со зрителями. В 1974 году получила звание Заслуженного работника культуры РСФСР.
За свою кинокарьеру длиной в 56 лет снялась более чем в 120 фильмах, однако, как правило, играла второстепенные и эпизодические роли, зачастую её даже не указывали в титрах.
Скончалась в Москве 20 апреля 2004 года на 86-м году жизни, похоронена на Преображенском кладбище (участок № 23).

## Карьера

### Роли в театре
- «Заступница» — няня Лермонтова

### Фильмография

#### Начало карьеры
- 1938 — Александр Невский — Василиса, псковитянка
- 1939 — Минин и Пожарский — эпизод
- 1939 — Степан Разин — Фима
- 1940 — Бабы — член рыболовецкой бригады (в титрах не указана)
- 1940 — На путях (к/м) — Наташа
- 1940 — Суворов — эпизод (в титрах не указана)
- 1941 — Боевой киносборник № 6 — молодайка (в новелле «Пир в Жмуринке»)
- 1941 — Мы ждём вас с победой — девушка
- 1941 — Свинарка и пастух — девушка (в титрах не указана)
- 1942 — Боевой киносборник № 12 — мать (в новелле «Сын бойца»)
- 1942 — Котовский — певица в театре
- 1942 — Секретарь райкома — партизанка
- 1942 — Убийцы выходят на дорогу — партизанка
- 1943 — Актриса — медсестра (в титрах не указана)
- 1943 — Воздушный извозчик — Нина, жена лётчика (в титрах не указана)
- 1943 — Во имя Родины — Шура, связистка
- 1943 — Кутузов — Василиса Кожина
- 1943 — Она защищает Родину — пленная
- 1944 — В 6 часов вечера после войны — зенитчица (в титрах не указана)
- 1944 — Иван Никулин — русский матрос
- 1944 — Свадьба — прачка, выглядывающая из окна (в титрах не указана)

#### 1946—1959
- 1946 — Клятва — дама в санях (в титрах не указана)
- 1946 — Первая перчатка — болельщица (в титрах не указана)
- 1947 — Весна — ассистентка гримёрши (в титрах не указана)
- 1949 — Кубанские казаки — колхозница (в титрах не указана)
- 1949 — Падение Берлина — председатель цехкома (в титрах не указана)
- 1949 — У них есть Родина — ткачиха (в титрах не указана)
- 1950 — Заговор обречённых — депутат парламента от Компартии (в титрах не указана)
- 1953 — Возвращение Василия Бортникова — Прасковья (в титрах не указана)
- 1954 — Анна на шее — дама в кокошнике на благотворительном обеде (в титрах не указана)
- 1954 — Море студёное — Настя Химкова
- 1956 — Илья Муромец — мать Василисы
- 1958 — Жених с того света — Вера Анатольевна, служащая КУКУ
- 1958 — Звероловы — жена охотника (в титрах не указана)
- 1958 — Стучись в любую дверь — секретарша
- 1959 — Баллада о солдате — деревенская женщина (в титрах не указана)
- 1959 — Василий Суриков — няня (в титрах не указана)
- 1959 — Муму — прачка
- 1959 — Первый день мира — Александра, военный врач
- 1959 — Сверстницы — уборщица в метро (в титрах не указана)

#### 1960—1969
- 1960 — Месть (к/м) — горожанка (в титрах не указана)
- 1960 — Первое свидание — общественница (в титрах не указана)
- 1960 — Хлеб и розы — Прасковья
- 1960 — Шумный день — Таисия Николаевна
- 1961 — Друг мой, Колька! — Зиночка, диспетчер автобазы (в титрах не указана)
- 1961 — Казаки — мать Лукашки
- 1961 — Музыка Верди (к/м) — эпизод
- 1961 — Нахалёнок — секретарь собрания
- 1962 — На семи ветрах — женщина в бомбоубежище (в титрах не указана)
- 1962 — Павлуха — рыбачка
- 1962 — Суд — жительница деревни
- 1962 — Третий тайм — мать Саши
- 1963 — Большие и маленькие — сотрудница Соколова (в титрах не указана)
- 1963 — Если ты прав… — тётя Алёши
- 1963 — Секретарь обкома — приглашённая в Кремль (в титрах не указана)
- 1964 — Вызываем огонь на себя — жительница деревни (только во 2-й серии)
- 1964 — Метель — экономка
- 1964 — Непрошенная любовь — казачка
- 1965 — Время, вперёд! — эпизод
- 1965 — Звонят, откройте дверь — хозяйка квартиры (в титрах не указана)
- 1965 — Мы, русский народ — провожающая (в титрах не указана)
- 1965 — Они не пройдут — женщина в очереди (в титрах не указана)
- 1965 — Совесть — эпизод
- 1965 — Чистые пруды — Дуся, домработница
- 1966 — Заблудший — Маруся
- 1966 — Дядюшкин сон — Луиза Карловна
- 1966 — Скверный анекдот — мать невесты мечты Пралинского (в титрах не указана)
- 1966 — Старшая сестра — сослуживица Нади
- 1967 — Доктор Вера — тётка
- 1967 — Путь в «Сатурн» — женщина у военкомата
- 1967 — Таинственный монах — монахиня
- 1968 — Братья Карамазовы — родственница Самсонова
- 1968 — Нейтральные воды — член военной комиссии (в титрах не указана)
- 1968 — По Руси — эпизод
- 1969 — Варькина земля — Анна Егоровна, мать Варьки
- 1969 — Только три ночи — Прасковья (в титрах не указана)

#### 1970—1979
- 1970 — Когда расходится туман — Мария Григорьевна, мать Петра и Генки
- 1971 — Если ты мужчина… — мать Маши
- 1971 — Старики-разбойники — народный заседатель во сне Мячикова (в титрах не указана)
- 1971 — Тени исчезают в полдень — Даниловна
- 1972 — За всё в ответе — участница встречи выпускников на юбилее школы (в титрах не указана)
- 1972 — Пётр Рябинкин — эпизод
- 1973 — Дела сердечные — диспетчер «Скорой помощи»
- 1973 — Жизнь на грешной земле — селянка
- 1973 — С весельем и отвагой — соседка
- 1973—1974 — Вечный зов — мать Кружилина (только в 1-й и 2-й сериях)
- 1974 — Птицы над городом — Александра Сергеевна
- 1975 — Мальчишки ехали на фронт — тётя Маша
- 1975 — От зари до зари — однополчанка (в титрах не указана)
- 1975 — Повторная свадьба — участница совещания (в титрах не указана)
- 1976 — Ансамбль неудачников (к/м) — преподаватель на вступительных экзаменах
- 1976 — Два капитана — женщина на рынке, помогающая упавшему в обморок Саньке
- 1976 — Дни хирурга Мишкина — медсестра
- 1976 — Повесть о неизвестном актёре — актриса
- 1976 — Трын-трава — трубачка в оркестре
- 1976 — Ты — мне, я — тебе — проводница
- 1977 — А у нас была тишина… — мать Мишки
- 1977 — Мужчина в расцвете лет — эпизод
- 1977 — Пыль под солнцем — эпизод
- 1978 — Голубка — секретарь директора (только во 2-й и 3-й сериях)
- 1978 — Живите в радости — тётя Рая
- 1978 — Сдаётся квартира с ребёнком — соседка
- 1978 — Шествие золотых зверей — медсестра
- 1979 — Москва слезам не верит — соседка Гоши
- 1979 — Поэма о крыльях — уборщица

#### 1980—1994
- 1980 — Вечерний лабиринт — уборщица (в титрах не указана)
- 1982 — Не хочу быть взрослым — тётя Валя, деревенская соседка
- 1982 — Смерть на взлёте — соседка
- 1983 — Букет фиалок — вдова
- 1983 — Витя Глушаков — друг апачей — женщина в очереди
- 1983 — Ураган приходит неожиданно — Мария
- 1984 — Мёртвые души — дама (только в 1-й и 4-й сериях)
- 1985 — Змеелов — благодарная покупательница
- 1985 — Матвеева радость — хозяйка дома
- 1985 — Осенние утренники — Шура Чеботарёва, доярка
- 1986 — В распутицу — эпизод
- 1986 — Первый парень — жена Ивана Ивановича (в титрах не указана)
- 1987 — Про любовь, дружбу и судьбу — пассажирка поезда (в титрах не указана)
- 1990 — Повесть непогашенной луны — Степанида Власьевна
- 1994 — Незабудки — бабушка Лизы